# Chlístov (okres Benešov)
Obec Chlístov (německy Chlistow) se nachází v okrese Benešov, kraj Středočeský. Žije zde 465 obyvatel.

## Části obce
- Chlístov
- Racek
- Žabovřesky

V letech 1961–1979 k obci patřily i Buková Lhota, Úročnice a Vidlákova Lhota.

## Historie
První písemná zmínka o obci pochází z roku 1342. Chlístov patřil až do 50. let 20. století k obci Konopiště, poté byl samostatný, od 1. ledna 1980 až do 23. listopadu 1990, kdy znovu získal samostatnost, byl spolu se svými částmi Racek a Žabovřesky součástí města Benešov, ale Buková Lhota, Úročnice a Vidlákova Lhota již zůstaly součástí Benešova. V některých pramenech[kde?] byl název obce uváděn též jako Chlistov, tak je označen i na silničních dopravních značkách začátku a konce obce na silnici II/106.
Za druhé světové války se ves stala součástí vojenského cvičiště Zbraní SS Benešov a její obyvatelé se museli 1. dubna 1943 vystěhovat.

## Pamětihodnosti

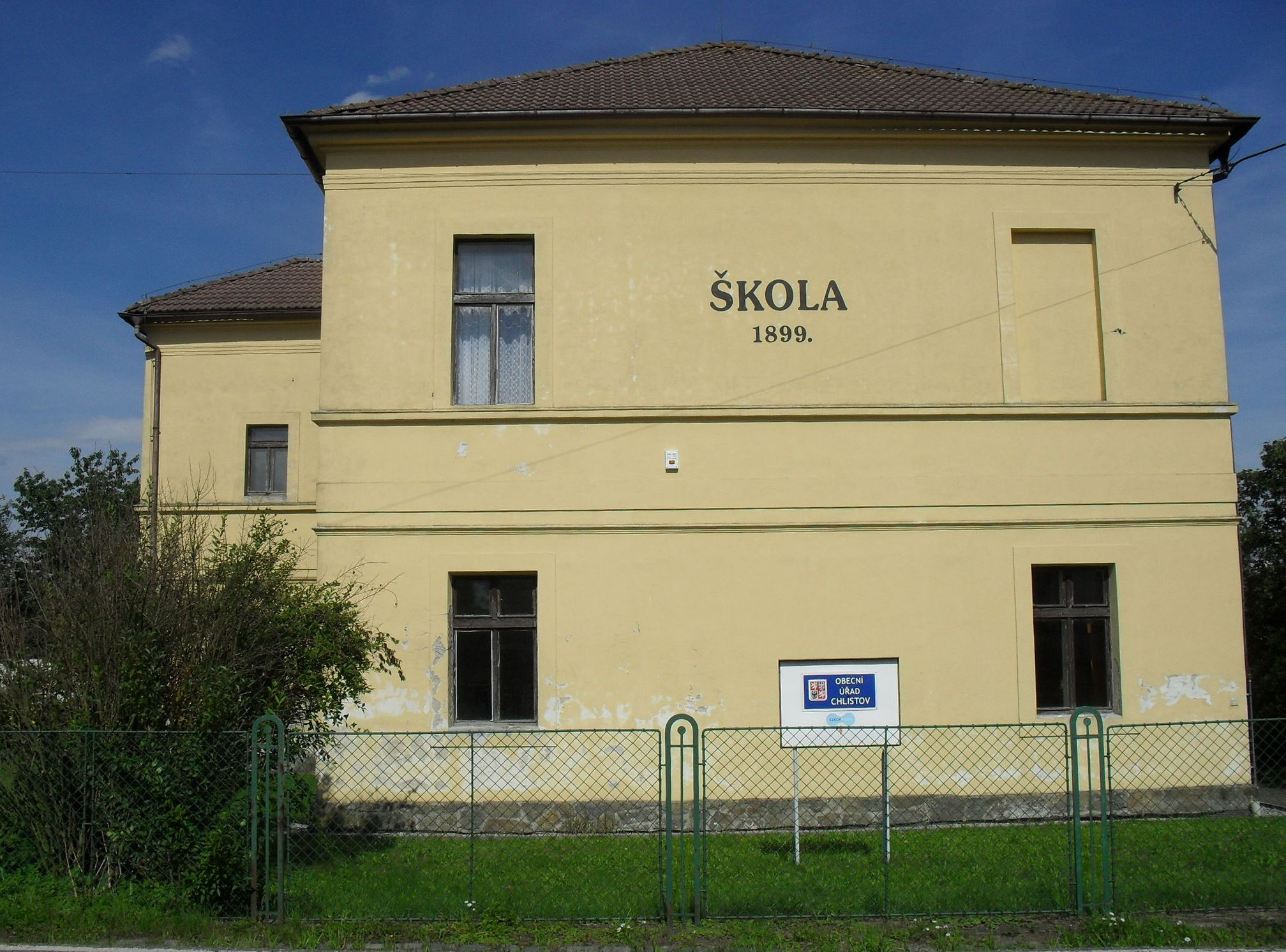
Budova školy

Budova školy pochází z roku 1899, dnes[kdy?] po rekonstrukci, neslouží však původnímu účelu. V současnosti[kdy?] využívána ke konání společenských nebo sportovních událostí.

## Současnost
V obci se nachází knihovna. Koná se zde řada společenských i sportovních událostí, mezi které patří např. masopustní průvod, turnaje ve stolním tenise, nohejbalu a pétanque nebo rybářské závody.

## Doprava
Obec protíná silnice II/106 z Benešova do Týnce nad Sázavou, dopravní obsluhu zajišťují autobusové linky dopravce ČSAD Benešov.